# Tribonià
Tribonià (en llatí Tribonianus) fou un magistrat i jurista romà d'Orient fill de Macedonià.
A Suides hi ha dos articles dedicats a Tribonià que correspondrien realment amb tota probabilitat a la mateixa persona.
En el primer diu que fou un grec ateu i adversari dels cristians, i el descriu com un gran adulador. Es diu que va convèncer a Justinià I que no moriria sinó que seria traslladat al cel amb el seu cos incorrupte. També afegeix que tenia grans poders i que venia la justícia per diners; cada dia anul·lava lleis i en feia d'altres segons la seva conveniència. Segons Procopi, va viure molts anys exercint alts càrrecs i va morir de mort natural sense que ningú l'hagués volgut cap mal, ja que era astut i de caràcter agradable. De tot l'escrit es dedueix que fou qüestor de Justinià I.
El segon Tribonià descrit per Suides és considerat un nadiu de Side a Pamfília, advocat i jurista. També va viure en temps de Justinià i alguna de les seves obres fou dedicada a l'emperador. La llista de llibres que Suides enumera segurament no corresponen a aquest Tribonià. Fou qüestor, cònsol i magister officiorum; el 531 va caure en desgràcia després d'uns disturbis, però fou restaurat al cap de poc temps i va romandre en algun càrrec rellevant fins a la seva mort el 545. La seva missió més destacada foren les compilació legals: primer va ser membre de la comissió de deu juristes que el 528 va rebre l'encàrrec de compilar el primer Codi (allí apareix com "Vir magnificus magisteria dignitate inter agentes decoratus"). El 530, quan era qüestor, va presidir la comissió junt amb 16 juristes més, que va compilar el Digesta o Pandectes. Tribonià fou un dels més actius en la redacció dels textos, junt amb Teòfil de Constantinoble, Cratí, Doroteu de Beritos i Anatoli; la compilació es va acabar el 533 i es va promulgar com a llei. Abans del 533 fou també comissionat per compilar una obra institucional, i llavors porta el títol de Vir magnificus, magister, et Exquaestor sacri palatii nostri i va produir els quatre llibres de la Institutiones de Justinià, publicades el novembre del 533. La versió revisada del Codi de Justinià o segon codi, obra tanmateix de Tribonià junt amb altres juristes, fou publicada el desembre del 534.